# Hannover Harmonists
Die Hannover Harmonists sind eine deutsche A-cappella-Gruppe aus Hannover. Ihr Repertoire umfasst geistliche und weltliche Musik aus fünf Jahrhunderten bis hin zu aktueller Popmusik.

## Geschichte
Die Hannover Harmonists wurden 1988 auf Initiative Heinz Hennigs aus den Reihen des Knabenchores Hannover als Sechserensemble gegründet, entwickelten sich aber im Laufe der Jahre zu einem Quintett. Seit einem Generationenwechsel in den Jahren 2020-2022 agiert das Ensemble in der Besetzung Michael Lieb (Countertenor), Rüdiger Jantzen (Tenor), Simon Jass (Tenor), Friedo Henken (Bariton) und Roman Tsotsalas (Bass).
Inhaltlich entwickelten sich die Hannover Harmonists von einem am Stil der Comedian Harmonists orientierten Herrensextett hin zu einer breit aufgestellten A-capella-Formation mit klassischem und modernem Repertoire, das insbesondere polyphone Kirchenmusik der Renaissance, klassische und aktuelle Popmusik sowie eigene Kompositionen umfasst.

## Diskografie

### Studioalben
- 1993: By the way
- 1998: Streifzug
- 2003: Golden Slumbers
- 2014: Lichtspiele
- 2017: Ein feste Burg 2.0
- 2023: At Christmas

Mitwirkung
- 1993: Alix Dudel – Ich geh ins Wasser
- 2017: Weihnachtliche Musik aus der Unesco City of Music Hannover[1]